# Catalyst (ekonomia)
Catalyst – system autoryzacji i obrotu instrumentami finansowymi, prowadzony na platformach transakcyjnych Giełdy Papierów Wartościowych w Warszawie S.A. (dla klientów detalicznych – w formule rynku regulowanego i alternatywnego systemu obrotu) oraz BondSpot S.A. (dla klientów hurtowych – w formule pozagiełdowego rynku regulowanego i ASO).
System powstał 30 września 2009 roku.